# Arakan National Council

Fahne des Arakan National Council

Das Arakan National Council (Birmanische Schrift ရခိုင် အမျိုးသား ကောင်စီ kurz ANC) ist eine politische Organisation der nationalen Minderheiten im Rakhaing-Staat in Myanmar. Das ANC besitzt seit 2009 einen bewaffneten Arm im Kayin-Staat, die Arakan Army (Kayin State). Die ANC setzt sich für einen föderalen Staat ein. Die ANC wurde aus verschiedenen Exilgruppen 2004 gegründet und hat ihren Sitz im Kayin (Karen-Staat). Das ANC war 2024 mit der Karen National Union KNU und der Karen National Liberation Army KNLA verbündet und bekämpfte die aus einem Putsch am 1. Februar 2021 entstandene Militärregierung des Landes.